# Je t'aime 2011
Je t'aime 2011 è una compilation formata da due cd di 20 brani ognuno pubblicata il 25 gennaio 2011 per la Universal Records. La compilation debutta alla terza posizione della classifica FIMI, posizione mantenuta per due settimane, per poi raggiungere la seconda posizione durante la terza settimana. La compilation è formata dal primo disco contenente solo tracce in italiano, mentre il secondo contiene tracce in lingua straniera.

## Tracce

### CD 1
1. Jovanotti - Come musica (Jovanotti e Michele Canova Iorfida) - 3:48
2. Lùnapop - Vorrei (Cesare Cremonini) - 2:21
3. Malika Ayane - La prima cosa bella (Mogol/Nicola Di Bari) - 3:35
4. Tiziano Ferro - Ed ero contentissimo (Tiziano Ferro) - 4:11
5. Modà - Sono già solo (Francesco Silvestre) - 3:24
6. Francesco Renga - Un giorno bellissimo (Francesco Renga e Luca Chiaravalli) - 3:14
7. Noemi - Per tutta la vita (Diego Calvetti e Marco Ciappelli) - 3:12
8. Le Vibrazioni - Vieni da me (Francesco Sarcina) - 4:08
9. Valerio Scanu - Per tutte le volte che... (Pierdavide Carone) - 3:57
10. Raf - Via (Raf) - 4:07
11. 883 - Finalmente tu (Max Pezzali e Mauro Repetto) - 2:48
12. Massimo Di Cataldo - Se adesso te ne vai (Laurex e Massimo Di Cataldo) - 4:04
13. Biagio Antonacci - Le cose che hai amato di più (Biagio Antonacci) - 4:14
14. Miguel Bosé - Se tu non torni - 4:44
15. Daniele Silvestri - Occhi da orientale (Daniele Silvestri) - 3:52
16. Niccolò Fabi - Lasciarsi un giorno a Roma - 4:38
17. Max Gazzè - L'amore pensato (Max Gazzè e Francesco Gazzè) - 3:52
18. Edoardo Bennato - Una settimana un giorno (Edoardo Bennato) - 5:18
19. Gatto Panceri - Mia (Gatto Panceri) - 3:41
20. Gigi D'Alessio - Non dirgli mai (Vincenzo D'Agostino e Gigi D'Alessio) - 4:13

### CD 2
1. Leona Lewis - Bleeding Love - 4:22
2. The Roots, John Legend, Common e Melanie Fiona - Wake Up Everybody - 4:24
3. Mary J. Blige - Each Tear - 4:16
4. Shakira - Underneath Your Clothes - 3:45
5. Macy Gray - Real Love - 4:02
6. Mariah Carey - Touch My Body - 3:24
7. Ne-Yo - One in a Million - 4:02
8. Seal - If You Don't Know Me By Now - 3:47
9. Lighthouse Family - Ain't No Sunshine - 3:41
10. The Fray - How to Save a Life - 4:22
11. Train - Drops of Jupiter - 4:19
12. The Script - The Man Who Can't Be Moved - 3:59
13. Mr Hudson feat. Kanye West - Supernova - 3:14
14. Rihanna - Te amo - 3:27
15. Sara Bareilles - Love Song - 4:17
16. Gary Go - Wonderful - 3:39
17. OneRepublic - Secrets - 3:44
18. Plain White T's - Hey There Dalilah - 3:47
19. Mads Langer - You're Not Alone - 3:07
20. Ellie Goulding - Your Song - 3:08

## Classifica italiana
| Classifica | Posizione più alta |
| ---------- | ------------------ |
| FIMI       | 2                  |

### Andamento nella classifica italiana
| Posizione | 3     | 3     | 2     | 6     | 11    | 14    | 22    |
| Fonti     | [ 3 ] | [ 4 ] | [ 5 ] | [ 6 ] | [ 7 ] | [ 8 ] | [ 9 ] |